# Zakarpatska oblast
Zakarpatska oblast (ukrainsk: Закарпа́тська о́бласть, tr. Zakarpatska oblast; dansk: ~ Transkarpatiske oblast) er en af Ukraines 24 oblaster beliggende i det vestligste hjørne af landet. Oblasten har 1.244.476 (2022) indbyggere og et areal på 12.777 km².
Oblasten indeholder en del af det historiske landskab Karpato-Rutenien. Det tætbefolkede Karpatho-Rutenien var længe omstridt mellem det tidligere Tjekkoslovakiet, som området tilhørte mellem første og anden verdenskrig, Ungarn og Ukraine som en del af Sovjetunionen. Godt 10.000 indbyggere i området betragter sig selv som rutenere og Zakarpatska oblastrådet anerkendte i 2012 rusinsk som et officielt regionalt sprog i visse områder af oblasten.
Det administrative center i Zakarpatska oblast er Uzjhorod (115.900(2014)). Andre større byer er Mukatjevo (85.500(2014)), Khust (28.600(2014)), Vynohradiv (25.600(2014)) og Berehove (24.400(2014)). De store transportforbindelser fra Ukraine går igennem bjergpassene i Karpaterne til Sydeuropa.
Zakarpatska oblast har statsgrænse til Slovakiet (Prešov og Košice) og Ungarn (Szabolcs-Szatmár-Bereg) mod vest samt Rumænien (Satu Mare og Maramureș) mod syd. I det bjergrige nord grænser oblasten  op til de Polen (Nedrekarpater) i de Ydre Østkarpater, mod nordøst grænser oblasten til Lviv og mod nord Ivano-Frankivsk oblast.